# Gerbrandt
Gerbrandt ist ein Vor- und Familienname.

## Herkunft und Verbreitung
Der Vorname Gerbrand/Gerbrandt/Garbrand ist althochdeutscher Herkunft (wie Gerhard(t)). Er bedeutet Speer.
Die Namensform Gerbrandt war vor allem in den Niederlanden und vereinzelt in Norddeutschland gebräuchlich.
In Westpreußen gab es seit etwa 1721 mennonitische Glaubensflüchtlinge mit diesem Namen. Deren Nachkommen zogen nach Russland und vor allem nach Kanada, wo der Familienname jetzt am verbreitetsten ist.

## Namensträger
Vorname
- Gerbrandt van den Eeckhout (1621–1678), niederländischer Maler, siehe Gerbrand van den Eeckhout
- Gerbrandt Schagen (– 1688), niederländischer Verleger in Amsterdam

Familienname
- Ferdinand Gerbrandt (um 1860–um 1930), Verleger in Kiel, gründete den Zeitschriftenverlag Gerbrandt, Junghans & Co.

- Henry J. Gerbrandt (1915–nach 1940), mennonitischer Missionar und Autor in Kanada
- Marie Gerbrandt (1861–1939), deutsche Schriftstellerin und Chefredakteurin